# Hamish Glencross
Hamish Glencross (født 13. februar 1978 i Dundee, Skotland) er en af guitaristerne i det brititske doom metal band My Dying Bride. Sammen med kollegaguitaristen Andrew Craighan grundlage han pladeselskabet Blackdoom Records. Hamish Glencross kom med i My Dying Bride i 1999, som afløser af Calvin Robertshaw. Før han sluttede sig til bandet spillede han i det britiske progressive metal band Seer's Tear og doom metal bandet Solstice.

## Fodnoter
1. 1 2 3 4 5 6 7 8  "Hamish Glencross biografi". Arkiveret fra originalen 26. september 2010. Hentet 21. december 2007.

| Musik | Spire Denne musikartikel er en spire som bør udbygges. Du er velkommen til at hjælpe Wikipedia ved at udvide den. |